# Paul Déroulède

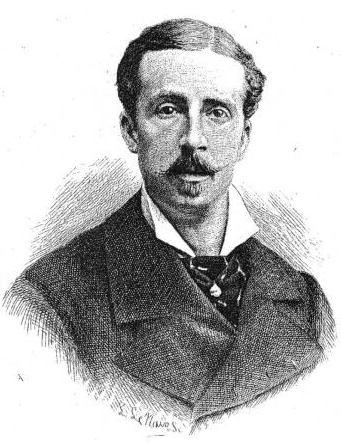
Paul Déroulède, vor 1900

Paul Déroulède (* 2. September 1846 in Paris; † 30. Januar 1914 in Montboron bei Nizza) war ein französischer Autor und Politiker.

## Leben

### Schriftsteller
Déroulède hoffte zunächst auf eine Karriere als Dramatiker und verfasste z. B. 1869 das Stück Juan Strenner. 1870 wurde er Soldat im Deutsch-Französischen Krieg und kämpfte im Mai 1871 auf Seiten der französischen Regierungstruppen bei der Niederschlagung der Pariser Kommune, wobei er verwundet wurde.
Nach seiner Genesung entwickelte er sich angesichts der französischen Kriegsniederlage und des Verlustes von Elsass-Lothringen zum Nationalisten und Revanchisten, der zur Rache an Deutschland aufrief und eine geistig-moralische Wende in Frankreich predigte, das er von Atheismus, Gleichgültigkeit, Willenlosigkeit und einem korrumpierenden Parlamentarismus zersetzt sah.
In diesem Sinne verfasste er martialische und patriotische Gedichte, die er in den Bänden Chants du soldat (Lieder des Soldaten, 1872) und Nouveaux chants du soldat (1875) publizierte, denen er 1881 Marches et sonneries (Märsche und Klänge) und 1888 Refrains militaires (Militärreime) folgen ließ. Neben seiner Aktivität als Lyriker versuchte er sich mit allerdings geringerem Erfolg auch als Dramatiker mit den Stücken L’Hetman (1877) und La Moabite (1881).

### Politik
Nachdem ihm seine Lyrik bei der politischen Rechten den Ehrentitel „le poète national“ eingebracht hatte, entwickelte Déroulède auch politischen Ehrgeiz. 1882 gründete er die chauvinistische und antiparlamentarische Ligue des Patriotes (Bund der Patrioten) und leitete deren Parteiorgan Le Drapeau. Diese unterstützte 1888/1889 den revanchistischen General und Ex-Kriegsminister Georges Boulanger („le Général Revanche“) und rief zum bewaffneten Staatsstreich gegen die 1871 neu etablierte parlamentarische Demokratie auf, wenn die Notwendigkeit dies erfordere. Bei den Wahlen Anfang 1889, für die Boulanger in fünf Wahlkreisen zugleich kandidierte und gewählt wurde, schaffte auch Déroulède als boulangistischer Abgeordneter den Sprung ins Parlament. Als der General jedoch weder die parlamentarische Mehrheit erreichte, noch einen Umsturzversuch unternahm, sondern vor dem Haftbefehl der Regierung nach Belgien flüchtete (wo er 1891 Suizid beging), zog Déroulède sich 1892 für einige Zeit aus der Politik zurück.
1894 publizierte er Chants du paysan (Lieder des Landmanns), ein Lob des „echten“, bodenständigen und erdverbundenen Frankreichs, und 1895 ein Drama über den mittelalterlichen Nationalhelden Bertrand du Guesclin, der im Hundertjährigen Krieg die Engländer besiegt und die von ihnen besetzten Gebiete für die französische Krone zurückerobert hatte.
Als 1898 die Dreyfus-Affäre Frankreich polarisierte, wurde auch Déroulède wieder aktiv, in für ihn naheliegender Weise als nationalistischer und antisemitischer „Anti-Dreyfusard“. Nachdem er erneut zum Abgeordneten gewählt worden war, versuchte er 1899, nach dem plötzlichen skandalumwitterten Ableben des Staatspräsidenten Félix Faure, das französische Militär zum Putsch gegen das parlamentarische Regime aufzuwiegeln. Er scheiterte jedoch und wurde am 3. Januar 1900 zu zehn Jahren Verbannung verurteilt, allerdings nach fünf Jahren Exil in Spanien 1905 begnadigt.
1906 kandidierte Déroulède noch einmal bei den Parlamentswahlen, wurde jedoch nicht gewählt, u. a. weil seine Ligue des Patriotes inzwischen durch die Action française von Charles Maurras starke Konkurrenz aus dem eigenen ideologischen Lager erhalten hatte. Hiernach nahm seine Bedeutung als Politiker rasch ab. Auch seine Lyrik erschien nunmehr sogar rechtsstehenden Lesern als hohltönend-pathetisch und vorgestrig.